# Love All the Hurt Away
Love All the Hurt Away è un album della cantante soul statunitense Aretha Franklin, pubblicato nel 1981 dalla Arista Records.

## Tracce
1. Love All the Hurt Away (feat. George Benson) – 4:09
2. Hold On! I'm Comin' – 5:14
3. Living in the Streets – 3:53
4. There's a Star for Everyone – 4:26
5. You Can't Always Get What You Want – 5:18
6. It's My Turn – 5:30
7. Truth and Honesty – 4:15
8. Search On – 4:47
9. Whole Lot of Me – 3:23
10. Kind of Man – 4:19